# کارملو جولیانو
کارملو جولیانو (انگلیسی: Carmelo Giuliano؛ زادهٔ ۱۴ ژوئن ۱۹۵۱) بازیکن فوتبال اهل آرژانتین است.
از باشگاه‌هایی که در آن بازی کرده‌است می‌توان به باشگاه اتلتیکو ایندپندینته و باشگاه فوتبال هرکولس اشاره کرد.